# Площа 1-го Травня (Біла Церква)
Площа 1-го Травня — одна з площ у місті Біла Церква на Київщині.

## Розташування
Площа 1-го Травня розташована в центральній частині міста; у напрямку з півночі на південь — на вулиці Ярослава Мудрого, а з заходу на схід — між Першотравневою вулицею та бульваром Михайла Грушевського.
Слугує транспортною розв'язкою між автошляхами Р17 та Р04.

## Об'єкти
Центр площі прикрашає клумба квітів. Поруч з площею розташовані завод «Сільмаш» імені 1-го Травня та міська лікарня № 1.

## Пам'ятний знак жертвам Голодомору та політичних репресій
16 вересня 1993 року в північно-західній частині майдану на перехресті вулиць Ярослава Мудрого та Першотравневої було встановлено пам'ятний знак жертвам Голодомору 1932–1933 років та політичних репресій. Пам'ятник зведений за ініціативою демократичних організацій міста. Кошти на його спорудження надходили від підприємств, організацій та громадян міста.
Пам'ятний знак є проектом переможцями конкурсу міської ради, броварського скульптора-архітектора Г. М. Мосендза та заслуженого архітектора України Олега Стукалова. Своє бачення трагедії він виразив у вигляді пагорба з камінним хрестом і меморіальною дошкою в облямовому каменем вирізі на його схилі. Символом незнищенності життя мало бути жито, яким засіватимуть пагорб. Бруковані майданчик перед пам'ятником та доріжка довкола обрамлені 12 металевими свічками.
Управління архітектури запропонувало установити пам'ятний знак на місці колишнього православного цвинтаря і на місці масових поховань жителів Білої Церкви та Білоцерківщини в північно-західній частині майдану (біля білоцерківського заводу «Сільмаш».). Елементи пам'ятного знака виготовили комбінат комунальних підприємств, (хрест, камінне облямування), та завод нестандартизованого устаткування (металеві вироби), а монтажні та опоряджувальні роботи провадило Білоцерківське шляхове ремонтно-будівельне управління.
Площа й монумент використовуються для мітингів і панахиди для вшанування пам'яті жертв Голодомору.